# Mali op de Olympische Zomerspelen 1992
Mali nam deel aan de Olympische Zomerspelen 1992 in Barcelona in Spanje.
De delegatie uit de Mali telde vijf atleten, drie mannen en twee vrouwen, die deelnamen aan zes onderdelen in twee sporten. 
In de globale medaillestand kwam Mali niet voor.

## Deelnemers en resultaten
(m) = mannen, (v) = vrouwen 

### Atletiek
| Olympiër       | Discipline | Resultaat | Prestatie               |
| -------------- | ---------- | --------- | ----------------------- |
| Ousmane Diarra | 100m (m)   | 56e       | serie 10: 7de in 10,87  |
| Ousmane Diarra | 200m (m)   | 50e       | serie 10: 4de in 21,73  |
|                |            |           |                         |
| Manda Kanouté  | 200m (v)   | 47e       | serie 5: 6de in 26,03   |
| Fanta Dao      | 400m (v)   | 40e       | serie 1: 7de in 1.01,97 |

### Judo
| Olympiër          | Discipline | Resultaat | Prestatie                                                           |
| ----------------- | ---------- | --------- | ------------------------------------------------------------------- |
| Mamadou Coulibaly | -65kg (m)  | 36e       | 1ste ronde: V van TCH Petřikov                                      |
| Abdul Kader Dabo  | -78kg (m)  | 22e       | 1ste ronde: W van SEN Guèye: koka 2de ronde: V van ROU Ciupe: ippon |

Albanië · Algerije · Amerikaanse Maagdeneilanden · Amerikaans-Samoa · Andorra · Angola · Antigua en Barbuda · Argentinië · Aruba · Australië · Bahama's · Bahrein · Bangladesh · Barbados · België · Belize · Benin · Bermuda · Bhutan · Bolivia · Bosnië en Herzegovina · Botswana · Brazilië · Britse Maagdeneilanden · Bulgarije · Burkina Faso · Canada · Centraal-Afrikaanse Republiek · Chili · China · Chinees Taipei · Colombia · Congo-Brazzaville · Cookeilanden · Costa Rica · Cuba · Cyprus · Denemarken · Djibouti · Dominicaanse Republiek · Duitsland · Ecuador · Egypte · El Salvador · Equatoriaal-Guinea · Estland · Ethiopië · Fiji · Filipijnen · Finland · Frankrijk · Gabon · Gambia · Gezamenlijk team · Ghana · Grenada · Griekenland · Groot-Brittannië · Guam · Guatemala · Guinee · Guyana · Haïti · Honduras · Hongarije · Hongkong · Ierland · IJsland · India · Indonesië · Irak · Iran · Israël · Italië · Ivoorkust · Jamaica · Japan · Jemen · Jordanië · Kaaimaneilanden · Kameroen · Kenia · Koeweit · Kroatië · Laos · Lesotho · Letland · Libanon · Libië · Liechtenstein · Litouwen · Luxemburg · Madagaskar · Malawi · Malediven · Maleisië · Mali · Malta · Marokko · Mauritanië · Mauritius · Mexico · Monaco · Mongolië · Mozambique · Myanmar · Namibië · Nederland · Nederlandse Antillen · Nepal · Nicaragua · Nieuw-Zeeland · Niger · Nigeria · Noord-Korea · Noorwegen · Oeganda · Oman · Oostenrijk · Pakistan · Panama · Papoea-Nieuw-Guinea · Paraguay · Peru · Polen · Portugal · Puerto Rico · Qatar · Roemenië · Rwanda · Saint Vincent‑Grenadines · Salomonseilanden · Samoa · San Marino · Saoedi-Arabië · Senegal · Seychellen · Sierra Leone · Singapore · Slovenië · Soedan · Spanje · Sri Lanka · Suriname · Swaziland · Syrië · Tanzania · Thailand · Togo · Tonga · Trinidad en Tobago · Tsjaad · Tsjecho-Slowakije · Tunesië · Turkije · Uruguay · Vanuatu · Venezuela · Verenigde Arabische Emiraten · Verenigde Staten · Vietnam · Zaïre · Zambia · Zimbabwe · Zuid-Afrika · Zuid-Korea · Zweden · Zwitserland · Onafhankelijke olympische deelnemers